# Amerotyphlops amoipira
Amerotyphlops amoipira är en ormart som beskrevs av Rodrigues och Juncá 2002. Amerotyphlops amoipira ingår i släktet Amerotyphlops och familjen maskormar. Inga underarter finns listade i Catalogue of Life.
Det kända utbredningsområdet ligger i delstaten Bahia i Brasilien. Troligtvis har arten en större utbredning, inklusive delstaten Minas Gerais. Den vistas i savannlandskapen Caatinga och Cerradon. Individerna gräver i sandig mark. Honor lägger ägg.
I delar av utbredningsområdet skapades ett vattenmagasin. Hela populationen antas vara stor. IUCN kategoriserar arten globalt som livskraftig.